# カベオリン1
カベオリン1（英: caveolin 1）は、ヒトではCAV1遺伝子によってコードされるタンパク質である。

## 機能
CAV1遺伝子にコードされるカベオリン1は足場タンパク質であり、大部分の細胞種における細胞膜のカベオラの主要な構成要素である。カベオリン1はインテグリンサブユニットとチロシンキナーゼFYNを連結し、インテグリンとRas-ERK経路の共役と細胞周期の進行の促進の開始段階となる。CAV1遺伝子はがん抑制遺伝子の候補であり、Ras-p42/44MAPキナーゼカスケードの負の調節因子である。CAV1とCAV2は7番染色体上に隣接して位置ており、安定なヘテロオリゴマー複合体を形成して共局在するタンパク質を発現する。同じリーディングフレームを利用する代替的開始コドンの存在によって、この遺伝子に由来する1つの転写産物には2つのアイソフォーム（αとβ）がコードされている。

## 相互作用
カベオリン1は、ヘテロ三量体Gタンパク質、Srcチロシンキナーゼ（Src、Lyn）、H-Ras、コレステロール、TGF-β受容体1、eNOS、iNOS、アンドロゲン受容体、アミロイド前駆体タンパク質、GJA1、EGFR、エンドセリンB型受容体、PDGFRA、PDGFRB、PTGS2、TRAF2、エストロゲン受容体α、カベオリン2、PLD2、ブルトン型チロシンキナーゼ、SCP2と相互作用することが示されている。これらの相互作用は全て、カベオリン足場ドメイン（caveolin-scaffolding domain、CSD）を介して行われる。カベオリン1と相互作用する分子にはカベオリン結合モチーフ（caveolin-binding motif、CBM）が存在する。

## 関連文献
- “Molecular genetics of the caveolin gene family: implications for human cancers, diabetes, Alzheimer disease, and muscular dystrophy”. American Journal of Human Genetics 63 (6):  1578–87. (December 1998). doi:10.1086/302172. PMC 1377628. PMID 9837809.
- “Caveolin-1, a putative tumour suppressor gene”. Biochemical Society Transactions 29 (Pt 4):  494–9. (August 2001). doi:10.1042/BST0290494. PMID 11498016.
- “[Microdomains and caveolin]”. Tanpakushitsu Kakusan Koso. Protein, Nucleic Acid, Enzyme 47 (4 Suppl):  326–32. (March 2002). PMID 11915322.
- “Caveolin-1 and cancer multidrug resistance: coordinate regulation of pro-survival proteins?”. Leukemia Research 28 (9):  907–8. (September 2004). doi:10.1016/j.leukres.2004.03.013. PMID 15234566.
- “Caveolin-1 and liver regeneration: role in proliferation and lipogenesis”. Cell Cycle 6 (2):  115–6. (January 2007). doi:10.4161/cc.6.2.3722. PMID 17314510.